# Витягловський Михайло Володимирович
Миха́йло Володи́мирович Витягло́вський (нар. 11 листопада 1963, с. Сороки Бучацького району Тернопільської області) — український художник. Член Національної спілки художників України (1995). Чоловік Тетяни Витягловської.

## Життєпис
У 1974—1978 роках навчався у Бучацькій дитячій художній школі.
У 1982 році закінчив відділення художньої обробки дерева Косівського технікуму народних художніх промислів.
У 1990 році закінчив факультет «Інтер'єр та обладнання» Львівського інституту прикладного та декоративного мистецтва (нині Львівська національна академія мистецтв).
Від 1994 року викладач відділу образотворчого мистецтва школи мистецтв у смт Заводське.

## Творчість
Працює в техніці дерев'яної пластики, живопису, займається проектуванням інтер'єрів та меблів.
Учасник всеукраїнських і міжнародних виставок.
Персональні:
- Тернопіль (1995, 2000)[1],
- Київ (1995, 2019),
- Славутич (1996),
- Нью-Йорк (1998),
- Львів (2004)[1], [2],
- Збараж (2005)[1],
- Тернопіль (2016)[3],[4], [5],
- Чикаго (2017)[6],
- Чортків (2019).

Брав участь у «днях культури України в Німеччині» (Мюнхен, 1999).
Серед робіт:
- «Вікно до мого ангела» (1996),
- «Проти вітру суспільства і людського мислення» (1997),
- «Трішки тепла… і я народжусь» (1998) та інші.

## Нагороди
- дипломант Міжнародної виставки «Високий замок» (Львів, 2013) за роботу «Молода панна та її стара ковдра».[джерело?]
- обласна премія в галузі культури в номінації «Образотворче мистецтво — імені Михайла Бойчука» — за APT-проекти «Вади цивілізації», «Свято неба і землі» (2015, у співавторстві)[7].
- Почесна грамота Національної спілки художників України за вагомий особистий внесок у розвиток українського образотворчого мистецтва, високий професіоналізм, багаторічну творчу діяльність (Київ, 2019).